# إد أكوستا
إد أكوستا (بالإنجليزية: Ed Acosta)‏ هو لاعب كرة قاعدة أمريكي وبنمي، ولد في 9 مارس 1944 في Boquete, Chiriquí ‏ في بنما.

## وصلات خارجية
- إد أكوستا على موقع دوري كرة القاعدة الرئيسي (الإنجليزية)
- إد أكوستا على موقعبيزبول رفرنس.كوم (الدوري الرئيسي) (الإنجليزية)
- إد أكوستا على موقعبيزبول رفرنس.كوم (الدوري الثانوي) (الإنجليزية)
- إد أكوستا على موقع إي إس بي إن.كوم (أم.أل.بي) (الإنجليزية)
- إد أكوستا على موقع مشجعي الرسوم البيانية (الإنجليزية)